# Архимедова тела
Архимедова тела су скуп од тринаест конвексних полиедара чије су стране правилни многоуглови, али не сви исти, и чија су сва темена симетрична једно другом. Ова тела су названа по Архимеду, иако он себи није приписивао заслуге за њих. Припадају класи униформних полиедара, полиедара са правилним странама и симетричним теменима. Нека Архимедова тела су приказана у радовима уметника и математичара током ренесансе.
Издужена квадратна жиробикупола или псеудоромбикубоктаедар је додатни полиедар са правилним странама и подударним теменима, али се углавном не рачуна као Архимедово тело јер није теменски-транзитиван.

## Тела
Архимедова тела имају јединствену конфигурацију темена и високо симетрична својства. Конфигурација темена означава који се правилни многоуглови сусрећу у сваком темену. На пример, конфигурација {\displaystyle 3\cdot 5\cdot 3\cdot 5} означава полиедар у којем се у сваком темену наизменично сусрећу два троугла и два петоугла. Високо симетрична својства у овом случају значе да су групе симетрије сваког тела изведене из Платонових тела, што је резултат њихове конструкције. Неки извори наводе да су Архимедова тела синоним за полуправилне полиедре. Ипак, дефиниција полуправилног полиедра може укључивати и бесконачне призме и антипризме, укључујући и издужену квадратну жиробикуполу.
| Назив                             | Тело                                                            | Конфигурација темена | Стране                                     | Ивице | Темена | Тачкаста група |
| --------------------------------- | --------------------------------------------------------------- | -------------------- | ------------------------------------------ | ----- | ------ | -------------- |
| Зарубљени тетраедар               | Зарубљени тетраедар                                             | 3.6.6                | 4 троугла 4 шестоугла                      | 18    | 12     | Td             |
| Кубоктаедар                       | Кубоктаедар                                                     | 3.4.3.4              | 8 троуглова 6 квадрата                     | 24    | 12     | Oh             |
| Зарубљена коцка                   | Зарубљена коцка                                                 | 3.8.8                | 8 троуглова 6 осмоуглова                   | 36    | 24     | Oh             |
| Зарубљени октаедар                | Зарубљени октаедар                                              | 4.6.6                | 6 квадрата 8 шестоуглова                   | 36    | 24     | Oh             |
| Ромбикубоктаедар                  | Ромбикубоктаедар                                                | 3.4.4.4              | 8 троуглова 18 квадрата                    | 48    | 24     | Oh             |
| Зарубљени кубоктаедар             | Зарубљени кубоктаедар                                           | 4.6.8                | 12 квадрата 8 шестоуглова 6 осмоуглова     | 72    | 48     | Oh             |
| Снуб коцка - раздвојени хексаедар | Снуб коцка - раздвојени хексаедар (супротно од казаљке на сату) | 3.3.3.3.4            | 32 троугла 6 квадрата                      | 60    | 24     | O              |
| Икосидодекаедар                   | Икосидодекаедар                                                 | 3.5.3.5              | 20 троуглова 12 петоуглова                 | 60    | 30     | Ih             |
| Зарубљени додекаедар              | Зарубљени додекаедар                                            | 3.10.10              | 20 троуглова 12 десетоуглова               | 90    | 60     | Ih             |
| Зарубљени икосаедар               | Зарубљени икосаедар                                             | 5.6.6                | 12 петоуглова 20 шестоуглова               | 90    | 60     | Ih             |
| Ромбикосидодекаедар               | Ромбикосидодекаедар                                             | 3.4.5.4              | 20 троуглова 30 квадрата 12 петоуглова     | 120   | 60     | Ih             |
| Зарубљени икосидодекаедар         | Зарубљени икосидодекаедар                                       | 4.6.10               | 30 квадрата 20 шестоуглова 12 десетоуглова | 180   | 120    | Ih             |
| Раздвојени (снуб) додекаедар      | Раздвојени (снуб) додекаедар (у смеру казаљке на сату)          | 3.3.3.3.5            | 80 троуглова 12 петоуглова                 | 150   | 60     | I              |

Конструкција неких Архимедових тела почиње од Платонових тела. Зарубљивање укључује одсецање углова; да би се сачувала симетрија, рез се врши у равни нормалној на линију која спаја угао са центром полиедра и исти је за све углове. Пример је зарубљени икосаедар, конструисан одсецањем свих темена икосаедра, при чему задржава исту симетрију као икосаедар, икосаедарску симетрију. Ако је зарубљивање тачно толико дубоко да сваки пар страна са суседних темена дели тачно једну тачку, то се назива исправљање. Експанзија подразумева померање сваке стране од центра (за исто растојање како би се очувала симетрија Платоновог тела) и узимање конвексног омотача. Пример је ромбикубоктаедар, конструисан раздвајањем страна коцке или октаедра од центра и попуњавањем празнина квадратима. Снуб је процес конструкције полиедара раздвајањем страна полиедра, ротирањем тих страна под одређеним угловима и попуњавањем празнина једнакостраничним троугловима. Примери су снуб коцка и Раздвојени (снуб) додекаедар. Резултирајућа конструкција ових тела даје им својство хиралности, што значи да нису идентична свом одразу у огледалу. Међутим, не могу се сва конструисати на овај начин, или се могу конструисати алтернативно. На пример, икосидодекаедар се може конструисати спајањем две петостране ротунде по основи, док се ромбикубоктаедар може алтернативно конструисати спајањем две квадратне куполе на основе осмоугаоне призме.
Најмање десет Архимедових тела има Рупертово својство: свако може проћи кроз копију самог себе исте величине. То су кубоктаедар, зарубљени октаедар, зарубљена коцка, ромбикубоктаедар, икосидодекаедар, зарубљени кубоктаедар, зарубљени икосаедар, зарубљени додекаедар и зарубљени тетраедар.
Дуални полиедар Архимедовог тела је Каталаново тело.

## Историја открића
Називи Архимедових тела потичу од старогрчког математичара Архимеда, који их је описао у данас изгубљеном делу. Иако му првобитно нису приписивана, Пап из Александрије у петом одељку свог зборника Synagoge наводи да је Архимед пописао тринаест полиедара и укратко их описао према броју страна сваке врсте.
Током ренесансе, уметници и математичари су ценили чисте форме високе симетрије. Нека Архимедова тела појавила су се у делу De quinque corporibus regularibus Пјера дела Франческе, у покушају да проучи и копира Архимедова дела, уз навођење цитата Архимеда. Ипак, он није приписао те облике Архимеду и није познавао Архимедов рад, већ се чини да је то било независно поновно откриће. Друга појављивања ових тела забележена су у делима Perspectiva Corporum Regularium Венцела Јамницера, као и у Summa de arithmetica и Divina proportione Луке Пачолија, које је илустровао Леонардо да Винчи. Мреже Архимедових тела појавиле су се у делу Underweysung der Messung Албрехта Дирера, копиране из Пачолијевог рада. Око 1620. године, Јохан Кеплер је у свом делу Harmonices Mundi завршио поновно откриће тринаест полиедара, дефинишући и призме, антипризме и неконвексна тела позната као Кеплер-Поенсоова тела.
Кеплер је можда пронашао и још једно тело познато као издужена квадратна жиробикупола или псеудоромбикубоктаедар. Једном је изјавио да постоји четрнаест Архимедових тела, али његов објављени попис укључује само тринаест униформних полиедара. Прва јасна изјава о постојању таквог тела потиче од Данкана Сомервила 1905. године. Тело се појавило када су неки математичари грешком конструисали ромбикубоктаедар: две квадратне куполе причвршћене за осмоугаону призму, при чему је једна од њих ротирана за четрдесет пет степени. Тринаест тела имају својство теменске-транзитивности, што значи да се било која два темена могу превести једно на друго, док издужена квадратна жиробикупола то својство нема. Гринбаум (2009) је приметио да она задовољава слабију дефиницију Архимедовог тела, у којој "идентична темена" значе само да делови полиедра у близини било која два темена изгледају исто (имају исте облике страна који се сусрећу око сваког темена истим редоследом и формирају исте углове). Гринбаум је указао на честу грешку где аутори дефинишу Архимедова тела користећи неки облик ове локалне дефиниције, али изостављају четрнаести полиедар. Ако се наводи само тринаест полиедара, дефиниција мора користити глобалне симетрије полиедра, а не локална окружења. Након тога, издужена квадратна жиробикупола је повучена са списка Архимедових тела и уместо тога укључена у Џонсонова тела, скуп конвексних полиедара код којих су све стране правилни многоуглови.